# Tandy 1000

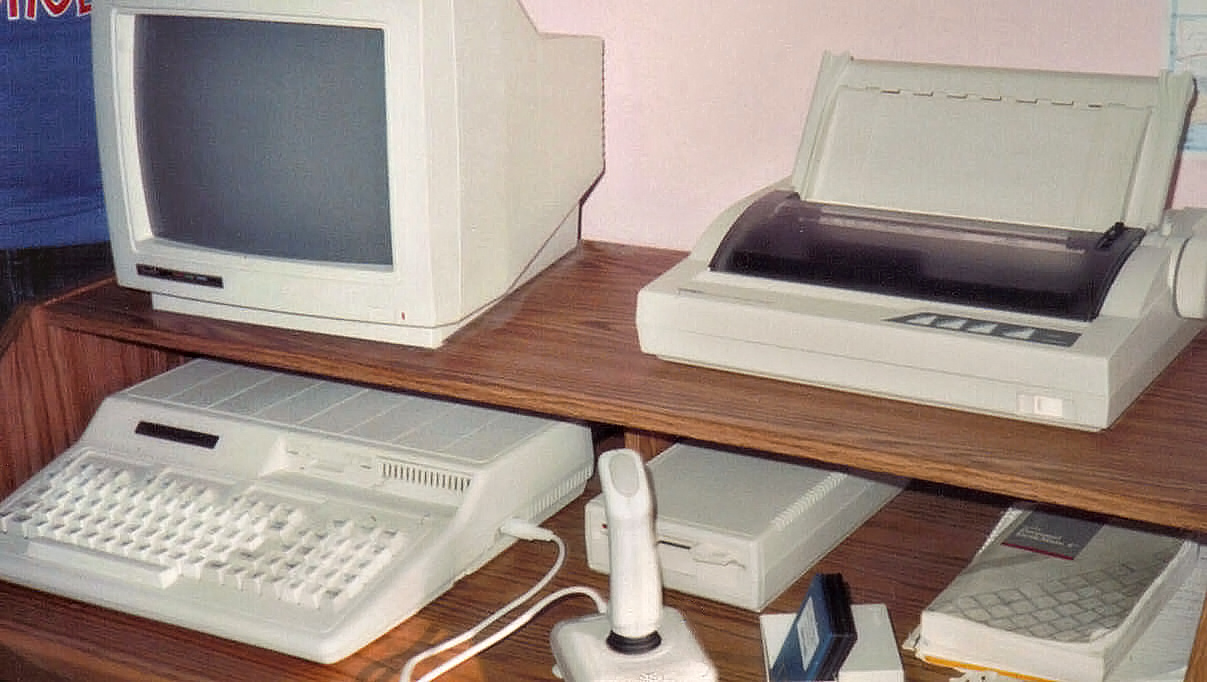
Um sistema Tandy 1000HX, em foto de 1991.

O Tandy 1000 foi uma linha de computadores domésticos pseudocompatível com o IBM PC, produzidos pela Tandy Corporation para venda em sua cadeia de lojas RadioShack.

## Características
A máquina foi projetada para uso doméstico com orçamento limitado, e copiava os gráficos em 16 cores do IBM PCjr (que, por sua vez, eram uma extensão do vídeo CGA) e o som com 3 vozes, mas não utilizava os slots de cartuchos do PCjr. Como o Tandy 1000 sobreviveu ao PCjr por muitos anos, estes padrões de som e gráficos tornaram-se conhecidos como "Tandy-compatíveis" ou "TGA", e muitos pacotes de software produzidos na época enumeravam sua adesão aos "padrões Tandy".
A máquina produzida pela Tandy tinha portas para joystick compatíveis com as do TRS-80 Color Computer, bem como uma porta para um "light wand". A maioria dos modelos Tandy 1000 também apresentava  som line-level e saídas de vídeo composto, de modo que uma TV comum podia ser utilizada como um monitor, embora com uma qualidade de imagem sofrível. Diferentemente de muitos clones do PC, vários computadores Tandy 1000 tinham o MS-DOS embutido em ROM e podiam fazer o boot em poucos segundos. A Tandy também incorporou o DeskMate, um pacote de aplicativos voltados para o utilizador, com vários modelos Tandy 1000.
A linha original era equipada com a UCP Intel 8088, que foi posteriormente estendida para velocidades maiores de processamento e também incluiu os microprocessadores 8086 e 286. Dentre os modelos mais comuns, estavam o Tandy 1000, EX, HX, SX, TX, SL, RL e TL.
Finalmente, a Tandy Corporation vendeu sua divisão de produção de computadores para a AST Computers. Quando isto aconteceu, em vez de vender computadores Tandy, as lojas RadioShack começaram a comercializar computadores feitos por outros fabricantes, tais como a Compaq.